# Trigonidium napua
Trigonidium napua är en insektsart som beskrevs av Carvalho, T. de och D. Otte 2006. Trigonidium napua ingår i släktet Trigonidium och familjen syrsor. Inga underarter finns listade i Catalogue of Life.